# Поплар (станція, DLR)
51°30′28″ пн. ш. 0°01′02″ зх. д. / 51.507713888889° пн. ш. 0.017219444444444° зх. д.
Поплар (англ. Poplar) — станція Доклендського легкого метро, у Поплар, боро Тауер-Гемлетс. Станція розташована у 2-й тарифній зоні, відкрита 31 серпня 1987.
Пасажирообіг на 2017 рік — 4.967 млн осіб.

## Пересадки
- на автобуси маршрутів: 15, 115, D6, нічний маршрут N15 та N551.
- метростанцію Кенері-Ворф

## Операції
| Попередня станція                   | Лінія | Лінія                   | Лінія | Наступна станція                      |
| ----------------------------------- | ----- | ----------------------- | ----- | ------------------------------------- |
| Вестферрі до Тауер-Гейтвей або Бенк |       | Доклендське легке метро |       | Блекволл до Бектон або Вулвіч-Арсенал |
| Вест-Індія-Кі до Луїшем             |       | Доклендське легке метро |       | Олл-Сейнтс до Стратфорд               |